# Iglesia la Ermita (Cali)

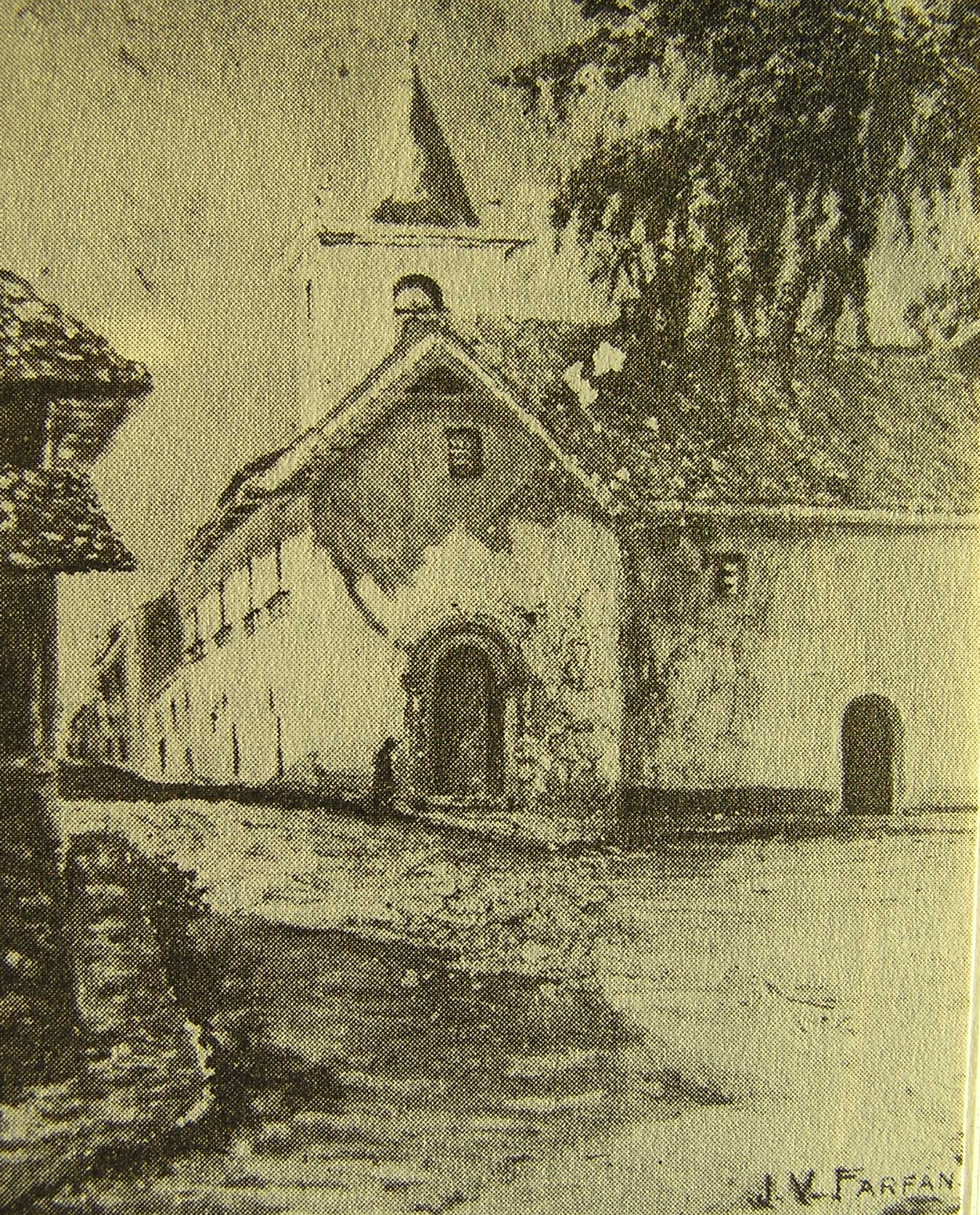
Ermita Vieja, pintura de Farfán.

La iglesia La Ermita es un templo católico ubicada en Santiago de Cali, Colombia. Originalmente fue una construcción pajiza de comienzos del siglo XVII, establecida en las cercanías del río Cali y dedicada a Nuestra Señora de la Soledad y al Señor de la Caña.

## Historia
De esta ermita se tiene registro a través de una pintura de Farfán. Era una construcción sencilla, semejante a las construcciones de iglesias de la época en el Valle del Cauca. En el terremoto en 1925, la iglesia fue derribada y de ella únicamente se conservó la imagen del Señor de la Caña.
En 1942, se construyó la iglesia que se ve hoy en día, la cual es uno de los referentes del paisaje arquitectónico de la Ciudad de Cali. La actual construcción es una iglesia neogótica en miniatura, y como muchas iglesias neogóticas en América está inspirada en la Catedral de Ulm, Alemania. La nueva ermita está dedicada a Nuestra Señora de los Dolores y en su interior conserva la antigua imagen del Señor de la Caña en el altar lateral izquierdo.
Tanto el altar principal como el del Señor de la Caña, son en mármol blanco. El campanario y el reloj se encuentran en este momento en proceso de restauración.[cita requerida]
Los vitrales representan la imagen de los santos apóstoles.
La actual ermita es una iglesia de tres naves, cubierta con bóveda de crucería. La iglesia es muy visitada por gran cantidad de turistas cada año.
Este recinto sagrado es uno de los principales atractivos más visitados de la ciudad, no exactamente por los fieles devotos si no por miles de turistas del mundo que la encuentran con una extraordinaria ubicación a orillas del Río Cali. 
Esta importante construcción hace parte del orgullo regional y en las noches es iluminada de forma particular otorgando un escenario de belleza. 

## Arquitectura
Al frente de la nave central los arcos en los tramos laterales poseen rosetones que decoran las enjutas, un fresco de arquerías entrelazadas sobre columnillas decorativas de coronas en cada arco y forma uno de rasgos más característicos. 
Varias piezas arquitectónicas fueron traídas del exterior, las campanas fueron fundidas y traídas desde Levallois en los alrededores de París, Francia y el Reloj que actualmente se encuentra sin funcionar, los vitrales que representan a los doce apóstoles proceden de la ciudad Ámsterdam (Holanda), mientras que las puertas de hierro se fabricaron en Cali en el año de 1937 por alumnos de la escuela municipal de artes y oficios.  
En su interior se conservan las imágenes más antiguas con más de tres siglos como Nuestra señora de los Dolores, Cristo de la caña, San José, La Magdalena, San Francisco Javier, San Antonio, y el Ecce Homo, que son las que más se roban la atención visitantes. 

### Actualidad
Actualmente se está restaurando el campanario, se cambió la iluminación y esta en plan de restaurar la pintura y los cuspies (Cruces en la punta del techo). aunque se puede visitar y ver los objetos arqueológicos guardados en su interior